# Kitzscher
Kitzscher település Németországban, azon belül Szászország tartományban. Lakosainak száma 5243 fő (2023. december 31.). Kitzscher Rötha, Otterwisch, Bad Lausick, Frohburg és Borna községekkel határos.

## Népesség
A település népességének változása:
| Lakosok száma | 4895 | 4952 | 5144 | 5182 | 5243 |
|               | 2017 | 2019 | 2021 | 2022 | 2023 |